# Kuikendoden

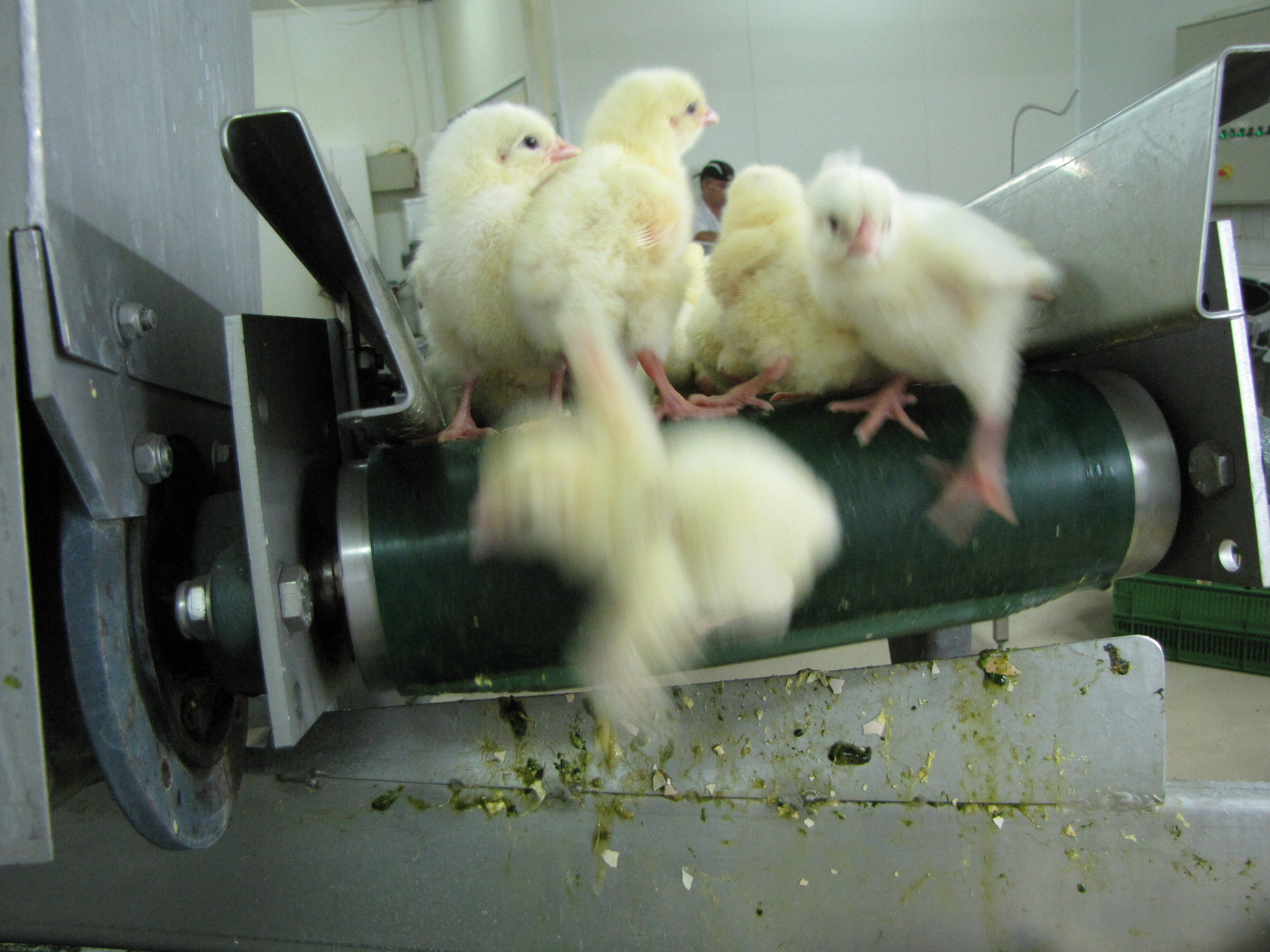
Eendagskuikens op een lopende band richting een hakselaar (2010)

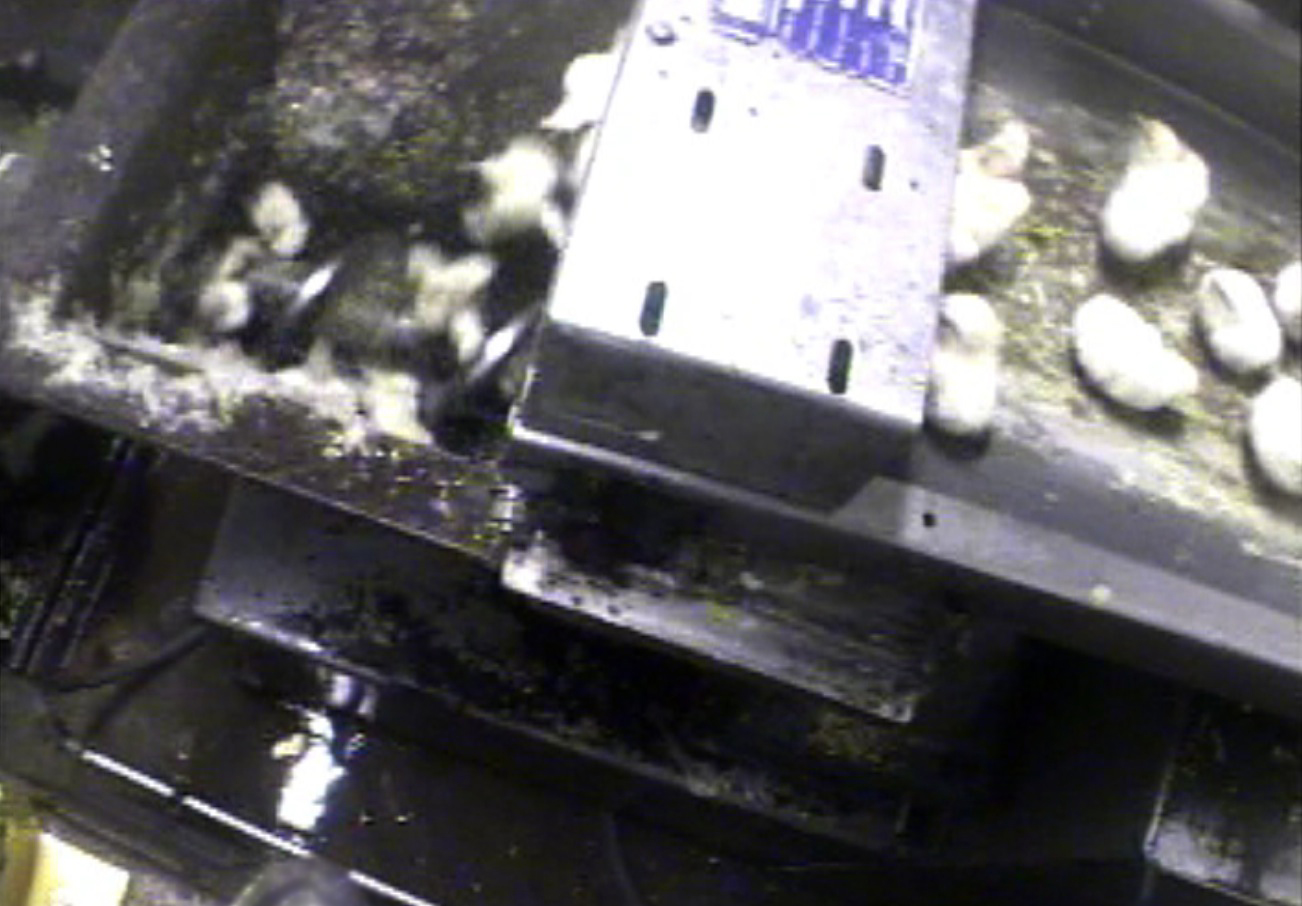
Kuikens versnipperd door een hakselaar (2009)

Het kuikendoden is een slachtproces in de moderne intensieve pluimveehouderij waarbij pasgeboren mannelijke eendagskuikens oftewel eendagshaantjes worden gedood omdat ze economisch niet rendabel zijn en daarom nutteloos. In alle sectoren van de industriële eierproductie (legbatterij-eieren, scharreleieren, vrije-uitloopeieren en biologische eieren) wordt in broederijen met kuikendoden gewerkt. Wereldwijd worden er in de eierindustrie jaarlijks ongeveer 7 miljard mannetjeskuikens gedood. Omdat mannelijke kippen (hanen) geen eieren leggen en er slechts een beperkt aantal hanen nodig is om in fokprogramma's eieren te bevruchten, worden verreweg de meeste haantjes in de eierproductie als overbodig beschouwd en meestal kort nadat ze gesekst zijn gedood, vaak op dezelfde dag als dat ze uit het ei zijn gekomen (vandaar 'eendagskuiken' en 'eendagshaantje'). Enkele methoden om te kuikendoden zonder verdoving zijn: nekbreken, verstikking door koolstofdioxide (ook wel 'vergassing' genoemd) en versnippering/vermaling/verplettering met een (ver)hakselaar op hoge snelheid. In bijvoorbeeld de Verenigde Staten is versnippering de primaire methode. In Nederland is verstikking de primaire methode, in België wordt kuikendoden alleen met verstikking gedaan.
Door moderne kunstmatige selectie verschillen de stammen van legkippen van die van vleeskuikens (vleeskippen, mestkippen, slachtkuikens). In de meeste landen worden mannetjes in de eierproductie gedood omdat ze "geen eieren leggen en ook niet groot genoeg groeien om vleeskippen te worden".
Eendjes en gansjes worden ook gedood bij de productie van foie gras. Omdat in dit productiesysteem de mannetjes echter meer gewicht kunnen bereiken dan de vrouwtjes, worden hier de vrouwtjes gedood, soms met een industriële hakselaar. Tot wel 40 miljoen vrouwelijke eendjes worden op deze manier elk jaar gedood. De overblijfselen van vrouwelijke eendjes worden vervolgens gebruikt in kattenvoedsel en kunstmest.
Omwille van het dierenwelzijn is er veel maatschappelijke oppositie tegen het kuikendoden. In de jaren 2010 hebben wetenschappers technologieën uitgevonden om het geslacht van kuikens al in het ei te kunnen bepalen (in-ovogeslachtsbepaling). Zodra deze op commerciële schaal beschikbaar kwamen, besloten Duitsland en Frankrijk als eerste landen ter wereld per 1 januari 2022 het kuikendoden te verbieden en andere EU-landen op te roepen hetzelfde te doen.

## Geschiedenis

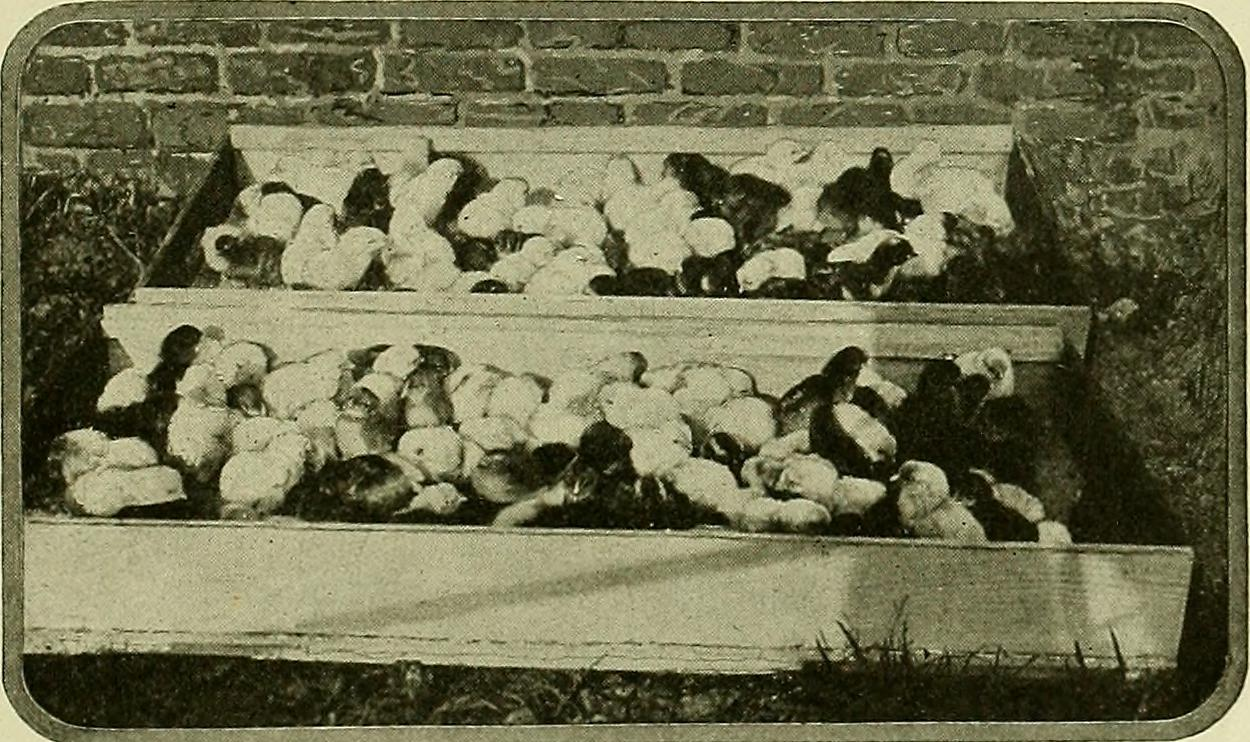
Kuikens gebroed in de vroege 20e eeuw

Voordat de moderne vleeskuikensoorten werden ontwikkeld, werden de meeste mannelijke kuikens (haantjes) geslacht voor vlees, terwijl de vrouwtjes (hennetjes) gehouden werden voor eierproductie. Maar zodra de industrie met succes aparte vlees- en eier-producerende hybriden had gefokt — vanaf de jaren 1920 en 1930 — was er geen reden meer om de mannetjes van de eier-producerende hybride te bewaren. Dientengevolge werden sindsdien de mannetjes van legkippen gedood zodra ze uit het ei kwamen en waren gesekst om het financiële verlies van de fokker te beperken. Speciale technieken zijn ontwikkeld om het geslacht van kuikens op zo jong mogelijke leeftijd te bepalen.
In de jaren 2010 waren er verschillende wetenschappelijke doorbraken die in-ovogeslachtsbepaling mogelijk maakten: nog voordat het ei uitkwam en het haantje pijn zou kunnen lijden, zou het geslacht van kuikens kunnen worden bepaald en het broedproces beëindigd zonder dierenleed. In november 2018 kwamen de eerste "eieren zonder kuikendoden" in Berlijn op de markt.
In mei 2021 nam Duitsland een wet aan die kuikendoden verbood per 1 januari 2022. Frankrijk kondigde op 18 juli 2021 eveneens aan dat kuikendoden in dat land zou worden verboden vanaf 1 januari 2022.

## Methoden

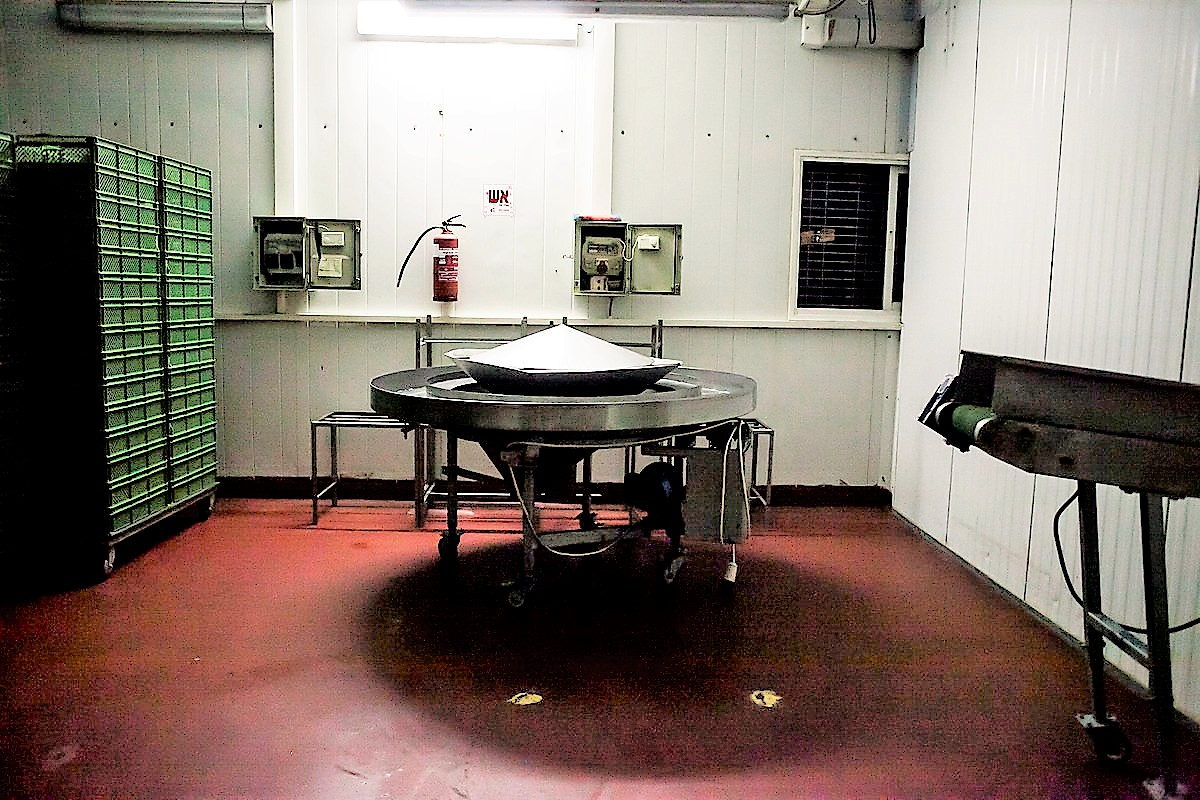
Kuikenversnippermachine (2014)

Er worden verschillende methoden gebruikt om kuikens te doden:
- Versnippering (ook wel 'vermaling' of 'verplettering' genoemd); de kuikens worden in een op hoge snelheid draaide hakselaar geworpen.[12]
- Verstikking (ook wel 'vergassing' genoemd); koolstofdioxide wordt gebruikt om de dieren bewusteloos en daarna dood te maken.[12][4] Dit kan ook gedaan worden door de kuikens in plastic zakken te stoppen.[13]
- Nekbreking.
- Elektrocutie; elektrische stroom wordt door het lijf van het kuiken gestuurd totdat het dood is.[14]

### Toegestane methoden in de EU
De toegestane procedures voor het doden van kuikens zijn binnen de Europese Unie geharmoniseerd. De reglementering van kuikendoden is in 1976 begonnen en verder ontwikkeld in 1993, toen voor het eerst een Europese richtlijn werd ingevoerd die specifiek kuikens behandelde. Een nieuwe richtlijn die in 2009 werd aangenomen trad op 1 januari 2013 in werking (ter vervanging van de richtlijn uit 1993) en werd voor het laatst geüpdatet op 14 december 2019:
- "Gebruik van een mechanisch apparaat dat een snelle dood veroorzaakt" (versnippering)
- "Blootstelling aan koolstofdioxide" (verstikking/vergassing)

### Aanbevolen methoden in de VS
De "euthanasie"-methoden van de American Veterinary Medical Association (AVMA) bevatten: nekbreking, versnippering en verstikking middels koolstofdioxide. Het AVMA-bestuur van 2005–2006 stelde een beleidswijziging voor op advies van het Animal Welfare Committee inzake het doden van ongewenste kuikens, vogeltje en gepikte eieren. Het beleid verklaart:
- 'Ongewenste kuikens, vogeltjes en gepikte eieren moeten gedood worden met een aanvaardbare humane methode, zoals het gebruik van een commercieel ontworpen hakselaar die tot een onmiddellijke dood leidt. Het verstikken van kuikens of vogeltjes in zakken of containers is niet acceptabel. Gepikte eieren, ongewenste kuikens of vogeltjes dienen te worden gedood voordat ze worden weggegooid. Een gepikt ei (pipped egg, pip) is een ei waarin het kuiken of vogeltje er niet in geslaagd is om zichzelf uit de eischaal te bevrijden tijdens het broedproces.'[18]

Amerikaanse producenten kondigden in 2016 aan dat zij zich ten doel hadden gesteld om tegen 2020 lang voordat de eieren uitkomen het geslacht te kunnen bepalen zodat de mannelijke eieren kunnen worden vernietigd. In januari 2020 stelden zij echter dat het kuikendoden nog steeds onvermijdelijk was omdat er nog geen rendabel alternatief zou zijn.

## Statistieken

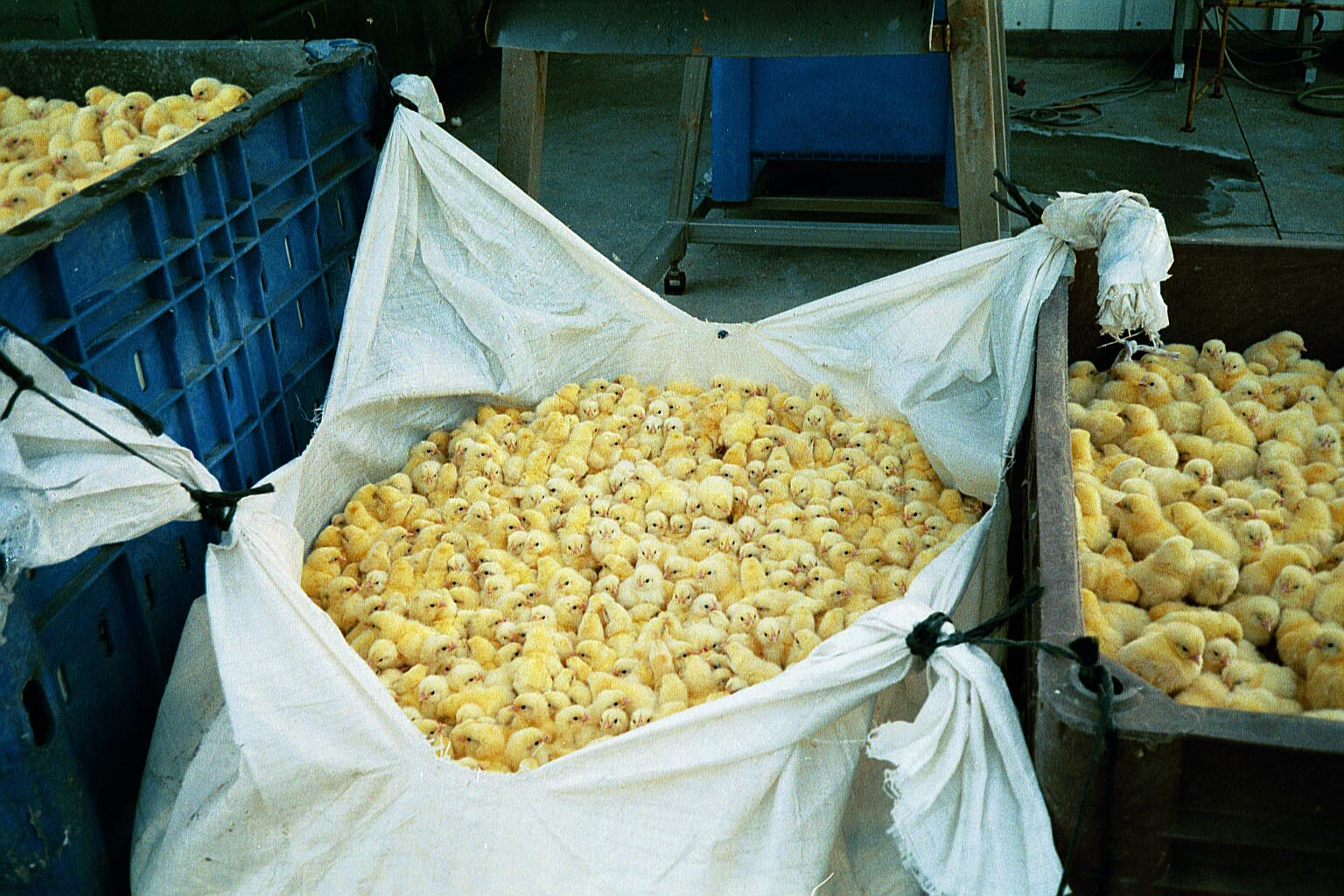
Haantjes klaar om te worden gedood (2010)

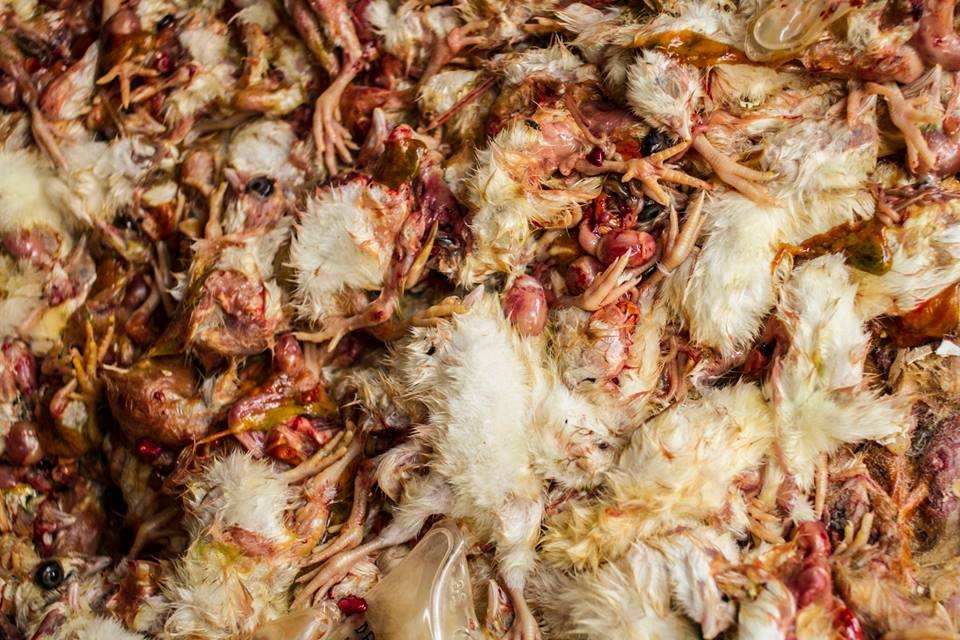
Versnipperde mannelijke kuikens (2016)

- Wereldwijd: er worden jaarlijks wereldwijd ongeveer 7 miljard mannelijke kuikens gedood (schatting Poultry Site 2015).[1] Andere schattingen zijn 6 miljard (schatting The Sydney Morning Herald juni 2016)[21] en 4–6 miljard kuikens (schatting The Guardian december 2018[22]). Volgens In Ovo-medeoprichter Wouter Bruins in oktober 2013 doodden de top 20 pluimvleeproductielanden alleen al 3,2 miljard haantjes per jaar.[23]
- Australië: meer dan 12 miljoen mannelijke kuikens worden jaarlijks gedood (schatting juni 2016).[21] Versnippering is de primair gebruikte methode,[24] maar ook vergassing wordt toegepast.[21]
- België: meer dan 15 miljoen mannelijke kuikens worden jaarlijks gedood, 40.000 per dag (schatting februari 2020).[4] CO2-vergassing is de enige gebruikte methode en dit gebeurt in twee fasen: kuikens worden eerst bedwelmd en dan gedood.[4]
- Canada: 22,5 miljoen mannelijke kuikens worden jaarlijks gedood, bijna 62.000 per dag (schatting december 2016).[25]
- Duitsland: tot wel 50 miljoen mannelijke kuikens worden jaarlijks gedood (schatting oktober 2019).[26] Vergassing is de primair gebruikte methode.[26]
- Frankrijk: 50 miljoen mannelijke kuikens worden jaarlijks gedood in de eierindustrie (schatting februari 2020)[27] en ongeveer 16 miljoen vrouwelijke eendjes en gansjes worden jaarlijks gedood in de foie gras-industrie.[28] Versnippering is de primair gebruikte methode in beide industrieën.[27][6]
- India: meer dan 180 miljoen mannelijke kuikens worden jaarlijks gedood (schatting oktober 2014).[13] Versnippering lijkt de gebruikelijkste methode te zijn, maar er zijn ook meldingen van verstikking in plastic zakken.[13]
- Nederland: 45 miljoen mannelijke kuikens worden jaarlijks gedood (schatting mei 2016).[3] Vergassing is de primair gebruikte methode.[3]
- Nieuw-Zeeland: 2,5 miljoen (schatting april 2001) tot 3 miljoen (schatting juni 2016) mannelijke kuikens worden jaarlijks gedood.[29][30] Versnippering is de primair gebruikte methode.[29]
- Spanje: 35 miljoen mannelijke kuikens worden jaarlijks gedood (schatting maart 2020).[31]
- Verenigd Koninkrijk: 30 tot 40 miljoen mannelijke kuikens worden jaarlijks gedood (schatting Viva! november 2010).[32] Een artikel uit november 2010 in Telegraph deed verslag van twee undercoveroperaties uitgevoerd door dierenrechtenorganisatie Viva! in een vergassingsbroederij en een versnipperingsbroederij, allebei gevestigd in Preston.[32] Beide methoden waren naar verluidt 'legaal en goedgekeurd door de Humane Slaughter Association en de RSPCA', terwijl een woordvoerder van de British Egg Information Service (BEIS) zei dat in het VK vergassing vaker werd gebruikt dan versnippering.[32] In maart 2015 beweerde een BEIS-woordvoerder dat vergassing de enige methode was die in het VK werd toegepast.[12]
- Verenigde Staten: 300 miljoen mannelijke kuikens worden jaarlijks gedood (schatting Humane Society of the United States januari 2020).[33] De Associated Press schatte dit aantal in 2009 nog op 200 miljoen.[34] Versnippering is de primair gebruikte methode.[2]
- Zwitserland: ongeveer 3 miljoen mannelijke kuikens worden jaarlijks gedood (schatting september 2019).[35] Vergassing is de enige gebruikte methode; versnippering werd per 1 januari 2020 verboden, maar werd voor die datum maar zelden toegepast.[35]

## Uitfasering
Dierenwelzijnsactivisten noemen veel van de huidige praktijken in het kuikenslachten onethisch. Dierenrechtenactivisten betogen dat het niet juist is om andere wezens met bewustzijn uit te buiten en te doden voor voedselproductie.

### Wetenschappelijk onderzoek naar alternatieven (jaren 2010)

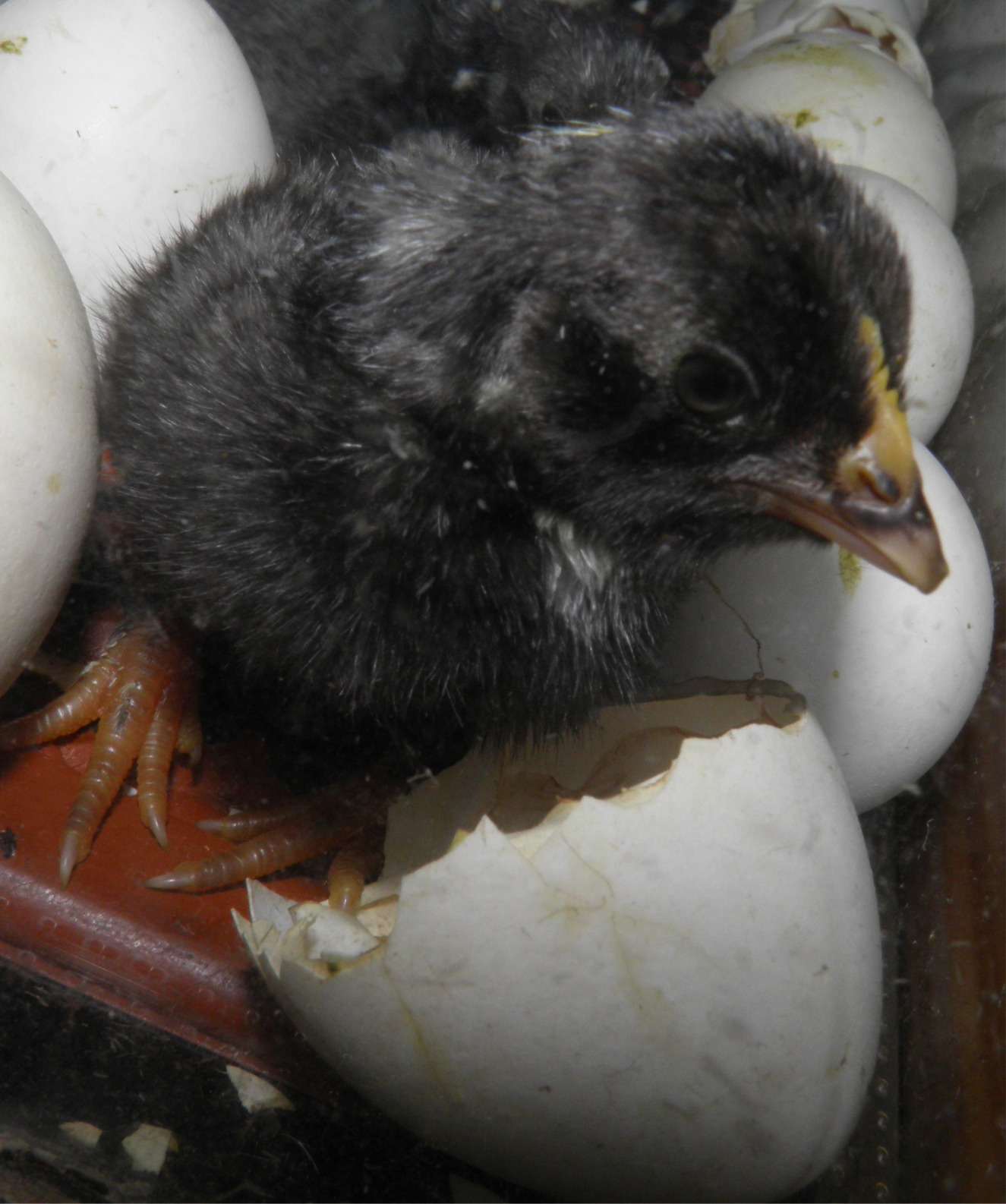
Een vrouwelijk kuiken komt uit het ei (2017)

Verschillende technologieën kunnen kuikendoden voorkomen door het geslacht van een kuiken te bepalen voordat het uit het ei komt. Deze technologieën bestuderen verschillende aspecten van eieren, bijvoorbeeld door spectroscopie, scheikundige analyse of fototechniek); zij kunnen het geslacht van het kuiken bepalen tussen de 4–9 dagen nadat het ei gelegd is. Sommige methoden hanteren gentechnologie om mannelijke eieren fluorescerend te maken. Zulke methoden zijn niet alleen aantrekkelijk voor ethische redenen, maar beperken ook de kosten om mannelijke eieren uit te broeden en mensen in te huren om kuikens te doden. Timothy Kurt, een directeur bij het United States Department of Agriculture, zei: "Iedereen wil hetzelfde en met de juiste technologie kan het nu meteen worden opgelost."
Een woordvoerder van Unilever heeft verklaard: "Wij hebben ons ook gecommitteerd aan het leveren van financiële middelen en expertise voor onderzoek naar en introductie van alternatieve methoden zoals de in-ovo-genderidentificatie (seksing) van eieren. Deze nieuwe technologie biedt de mogelijkheid om het uitbroeden en doden van mannelijke kuikens te elimineren."
In 2015 ontwikkelde de Universiteit van Leipzig een methode om het gender van bevruchte eieren 72 uur na de start van het incubatieproces te bepalen. De procedure zou een laser gebruiken om een gaatje in de eischaal te boren en de manier waarop de bloedcellen van het ei dat licht weerkaatsen analyseren met bijna-infrarode ramanspectroscopie. Het gaatje in de schaal wordt daarna weer afgesloten en vrouwelijke embryo's zouden dan worden uitgebroed zoals gebruikelijk. De mannetjesembryo's zouden worden verwoest, maar zo vroeg in hun ontwikkeling dat ze er niet van zouden lijden.
In 2018 investeerde Agriculture and Agri-Food Canada $844.000 in het elektronisch "scannen" van bevruchte eieren om te bepalen of ze mannelijk of vrouwelijk waren.
In september 2019 gaf de Foundation for Food and Agriculture Research, een bedrijf dat in 2014 door het Amerikaans Congres werd opgericht, 6 miljoen dollar aan zes deelnemers uit tien landen in een wedstrijd voor technologische concepten om in ovo te seksen. United Egg Producers sprak de intentie uit om kuikendoden tegen 2020 uit te faseren.
CRISPR-technologie gebruikt een "tweetal moleculaire scharen" om de mannelijke kuikens te verlichten nadat ze worden verwekt en voordat ze in de incubator worden geplaatst om uit te broeden, zodat alle mannelijke kuikens ertussenuit kunnen worden gepikt voordat ze worden uitgebroed.
In voorjaar 2021 presenteerde het in Leiden gevestigde Nederlandse bedrijf In Ovo de nieuwe geslachtsbepalingsmachine "Ella", die een nauwkeurigheid had van meer dan 95% en mogelijk op de korte termijn nog verder geüpgraded kon worden tot 99%. Haar methode om enig vloeisel uit het bevruchte ei te halen met een naald en de biomarker sabineamine in dit monster te vinden middels massaspectrometrie duurt minder dan een seconde om uit te voeren.
Eind mei 2021 beweerde een Duits onderzoeksteam van de Technische Hochschule OWL in Lemgo in staat te zijn om met een laser te kunnen schijnen in een klein gaatje in de schaal van een bevrucht ei. Met het weerkaatste licht zou men middels fluorescentiespectroscopie al binnen 6 dagen na de leg het geslacht van het kuiken kunnen bepalen en daarmee dus voldoen aan de Duitse wettelijke eis tot vroeg seksen die ingaat vanaf 1 januari 2024. Startups waaronder Respeggt en In Ovo reageerden skeptisch en verklaarden dat de publicatie van deze conclusies gehaast leek en dat 'heel veel technieken veelbelovend lijken, maar nog niet meteen geschikt voor de praktijk zijn.'

### Juridische strijd in Duitsland (2013–2019)
In 2013 vaardigde de Duitse deelstaat Noordrijn-Westfalen een decreet uit dat broederijen verbood om kuikens te doden; twee eierbroederijen in de deelstaat gingen daartegen in beroep. Aangezien de eerste paragraaf van de Duitse Tierschutzgesetz ("Dierenbeschermingswet") bepaalt: "Niemand darf einem Tier ohne vernünftigen Grund Schmerzen, Leiden oder Schäden zufügen" ("Niemand mag een dier zonder redelijke grond pijn, lijden of schade toebrengen"), oordeelde een lagere rechtbank dat doden als onderdeel van voedselproductie een "redelijke" grond was. Dit leidde uiteindelijk tot een strijd in het Bundesverwaltungsgericht in Leipzig. Op 13 juni 2019 oordeelde dit hof dat de huidige wijze van kuikendoden "de landswetten tegen het doden van dieren zonder te rechtvaardigen reden schendt." Het hof stond de broederijen echter toe om op tijdelijke basis kuikens te blijven doden totdat er alternatieven – zoals in-ovogeslachtsbepaling – beschikbaar zouden zijn. Zulke "eieren zonder kuikendoden" waren al in 2018 op de Duitse markt gekomen en tegen juni 2019 al beschikbaar in meer dan 200 winkels, maar op industriële schaal was er nog geen oplossing voorhanden.

### Politieke inspanningen (2018–heden)

Huidige wettelijke status van kuikendoden wereldwijd.
Totaalverbod op kuikendoden
Versnippering illegaal, vergassing legaal
Gepland totaalverbod op kuikendoden
Kuikendoden legaal, geen gepland verbod
Geen gegevens

Huidige wettelijke status van kuikendoden in Europa.
Totaalverbod op kuikendoden
Versnippering illegaal, vergassing legaal
Gepland totaalverbod op kuikendoden
Kuikendoden legaal, geen gepland verbod
Geen gegevens

Op 6 juni 2018 wijzigde Luxemburg zijn Dierenbeschermingswet (Loi sur la protection des animaux, Deiereschutzgesetz, Tierschutzgesetz), inclusief een verbod op het "elimineren van dieren om uitsluitend economische redenen", waaronder het doden van mannelijke kuikens en mannelijke kalveren bij de melkproductie wordt verstaan. De regering beweerde dat Luxemburg het eerste land ter wereld was dat deze praktijken verbood; hoewel deze op dat moment blijkbaar toch niet bestonden binnen de landsgrenzen, werd er wel een wettelijk precedent geschapen voor andere landen om dit voorbeeld te volgen.
In reactie op de uitspraak van het hof te Leipzig in juni 2019 verklaarde de Duitse Landbouwminister Julia Klöckner dat kuikendoden "ethisch onacceptabel" is en betoogde dat het verboden zou moeten worden. Het regeerakkoord van het Kabinet-Merkel IV van maart 2018 stelde dat het kuikendoden al beëindigd had moeten zijn 'tegen het midden van de huidige legislatuur', wat in oktober 2019 zou zijn geweest, maar dit doel werd niet gehaald. Destijds was in Duitsland vergassing de gebruikelijkste methode om kuikens te doden à 50 miljoen per jaar. Hoewel de bondsregering al miljoenen euro's had geïnvesteerd in het stimuleren van wetenschappelijk onderzoek naar twee alternatieve methoden voor het seksen van eieren, waren deze op dat moment nog niet klaar voor de markt.
In september 2019 stemde het Parlement van Zwitserland in met een verbod op het versnipperen van kuikens per 1 januari 2020. Daarbij werd opgemerkt: "Deze neiging om diersoorten te onderhouden alleen maar voor de productie van eieren of voor vlees verandert dieren in loutere objecten. Dit heeft geleid tot absurde praktijken zoals het versnipperen van levende mannelijke kuikens". De praktijk om kuikens te vergassen, waarmee in Zwitserland jaarlijks 3 miljoen mannelijke babykuikens worden gedood, bleef echter legaal. Bovendien was het versnipperen van kuikens in het land ongebruikelijk op het moment dat het verbod werd ingevoerd, dus veranderde er in de praktijk weinig.
Eind oktober 2019 vertelde de Franse Landbouwminister Didier Guillaume aan France Inter: 'We hebben vorige week samen met mijn collega, de Duitse Minister voor Landbouw [Julia Klöckner], aangekondigd dat we het versnipperen van kuikens gaan stoppen, omdat dat heden ten dage niet meer draaglijk is. We zeiden einde van het jaar 2021.' Hij betoogde bovendien dat de praktijk diende te worden uitgefaseerd en niet onmiddellijk gestaakt: 'Als we het meteen zouden doen, wat zal er dan gebeuren? Er zouden geen eieren meer zijn.'
Tijdens een officieel bezoek van Guillaume aan Klöckner op 13 januari 2020 zeiden de Ministers in een gemeenschappelijke verklaring dat Frankrijk en Duitsland het massaal versnipperen van mannelijke kuikens op EU-niveau wilden beëindigen tegen het einde van 2021. Guillaume verklaarde dat 'Frankrijk en Duitsland de Europese motor zouden moeten zijn om in deze kwestie vooruitgang te bereiken', waaraan Klöckner toevoegde dat Duitslands EU-voorzitterschap in de tweede helft van 2020 een goede gelegenheid zou zijn om dit te doen. De landen waren van plan om verscheidenen groepen bijeen te brengen om wetenschappelijke kennis uit te wisselen en alternatieve methoden te implementeren. Op 28 januari 2020 herhaalde Guillaume op een persconferentie dat het doden van ongewenste mannelijke kuikens (middels versnippering) in Frankrijk verboden zou worden tegen het einde van 2021. Hoewel sommige dierenrechtenactivisten deze zet verwelkomden, zeiden andere dat het besluit nog niet ver genoeg ging. De entourage van de minister zei tegen Agence France-Presse dat het onduidelijk was of zijn aangekondigde verbod ook verstikking middels CO2 zou omvatten (hetgeen was uitgezonderd van het Zwitserse verbod) en zetten hem onder druk om die kuikendodingsmethode ook expliciet in de ban te doen.
Begin februari 2020 stuurden vier Nederlandse dierenrechtenorganisaties brieven aan minister-president Mark Rutte en de Kamercommissie van Landbouw waarin zij werden aangespoord om de voorbeelden van Zwitserland en Frankrijk te volgen en alle vormen van kuikendoden inclusief vergassing in Nederland uit te faseren voor het einde van 2021. Het Nederlands Ministerie van Landbouw reageerde voorzichtig dat 'een politiek wordt verkend' en dat de Landbouwminister spoedig meer informatie zou leveren. In maart 2020 verklaarde het Directoraat van Productie en Agrarische Markten van het Spaanse Ministerie van Landbouw dat het met eierproducenten samenwerkte om de jaarlijkse doding van 35 miljoen mannelijke kuikens in Spanje in 2021 te beëindigen. Het Ministerie zei dat producenten twee verschillende technieken van in-ovogeslachtsbepaling aan het testen waren.
In januari 2021 keurde de Duitse bondsregering een wetsvoorstel goed om per eind 2021 het kuikendoden te verbieden. Als de Bundestag het zou aannemen, zou Duitsland het eerste land ter wereld zijn om deze praktijk te verbieden en daarmee haar gemeenschappelijke belofte met Frankrijk gemaakt in januari 2020 inlossen. Op 20 mei 2021 stemde de Bundestag inderdaad in met het verbod op de doding van mannelijke kuikens in Duitsland vanaf 1 januari 2022. Anno 2021 was de wetenschappelijke consensus dat kippenembryo's niet in staat zouden zijn om pijn te ervaren tot op zijn vroegst dag 11 en destijds konden de meeste in-ovogeslachtsbepalingsstartups ze seksen op dag 9. Maar de nieuwe Duitse wet dicteerde eveneens dat vanaf 1 januari 2024 alle bevruchte eieren in Duitsland binnen 6 dagen gesekst moesten worden om iedere kans te vermijden dat het embryo bewustzijn heeft en dus in staat is om pijn te voelen, hetgeen wetenschappers voor nieuwe uitdagingen stelde.
Op 15 juni 2021 nam de Tweede Kamer met 81 stemmen tegen 69 een motie aan gericht aan Landbouwminister Carola Schouten om het kuikendoden in Nederland te verbieden. De motie, geschreven en ingediend door Kamerleden Sandra Beckerman (SP) en Leonie Vestering (PvdD), verklaarde: "De Kamer (...), constaterende dat er jaarlijks in Nederland zo’n 40 miljoen hanenkuikens worden gedood omdat ze economisch geen waarde hebben; overwegende dat dit onnodig is omdat er alternatieven zijn; overwegende dat Frankrijk en Duitsland al komen met een verbod; spreekt uit dat het doden van haantjes verboden moet worden (...)." Dezelfde dag werd een andere motie van Kamerleden Beckerman en Derk Boswijk (CDA) aangenomen met een veel grotere meerderheid van 115 stemmen tegen 35; deze riep de regering op om te onderzoeken hoe en op welke termijn er een verbod op het doden van hanenkuikens kon worden ingevoerd. Deze motie herhaalde dat de jaarlijkse doding van 40 miljoen mannelijke haantjes onnodig was, dat Frankrijk en Duitsland al met een verbod kwamen en stelde bovendien dat 'een verbod in Nederland wenselijk is en op een manier moet gebeuren die goed is voor dieren, boeren en consumenten.' De hierna door het ministerie van LNV ingestelde Stuurgroep Eendagshaantjes publiceerde in november 2022 twee onderzoeksrapporten, waaruit bleek dat het vraagstuk complex was en er voorlopig nog geen Nederlands verbod op kuikendoden kon worden ingevoerd, maar er werden al wel afspraken gemaakt tussen LNV en de pluimveesector over het structureel reduceren van kuikendoden.
Op 8 juli 2021 verbood het Belgische gewest Wallonië de broyage (vermaling) van mannelijke kuikens, maar niet de gazage (vergassing). Hoewel dierenbeschermers en parlementslid Jean-Luc Crucke kritiek hadden op het ontbreken van een verbod op vergassing, wordt geen van beide dodingsmethoden toegepast op pluimveebedrijven in het Waals Gewest.:5:5
Op 18 juli 2021 kondigde de nieuwe Franse Minister van Landbouw Julien Denormandie aan dat kuikendoden in Frankrijk verboden zou zijn vanaf 1 januari 2022. Zowel versnippering als vergassing zouden worden verboden en de Franse regering zou kippenfokkers subsidies verlenen van in totaal 10 miljoen euro om in-ovoseksingsmachines aan te schaffen; de extra kosten werden doorberekend aan de consument voor circa 1 eurocent per doos met zes eieren). Denormandie stelde dat naar verwachting twee derde van de pluimveesector op deze machines zou zijn overgeschakeld tegen het einde van het eerste kwartaal van 2022. Op 21 juli 2021 presenteerden Duitsland en Frankrijk een gemeenschappelijke verklaring waarin zij andere EU-lidstaten opriepen om het kuikendoden in de gehele Unie te verbieden; hun oproep werd officieel gesteund door Oostenrijk, Spanje, Ierland, Luxemburg en Portugal.
Per 1 januari 2023 voegde de Oostenrijkse Dierenbeschermingswet bepalingen toe, waaronder "Het versnipperen van levende kuikens is verboden", en ook dat het uitsorteren van in-ovo gesekste eieren legaal was vóór 14 dagen, maar dat het embryo moest worden verdoofd als dit na 6 dagen gebeurde. "Levensvatbare kuikens" mochten alleen op andere manieren gedood worden als dit voerproductie diende.
Met het aannemen van de Vlaamse Codex Dierenwelzijn in mei 2024 werd het kuikendoden in Vlaanderen in principe verboden, maar dit verbod zou pas ingaan op een nader te bepalen datum:

Artikel 37. Het doden van eendagskuikens is verboden.
Het eerste lid treedt in werking op een door de Vlaamse Regering te bepalen datum. Die datum wordt bepaald van
zodra de geslachtsbepaling van kuikens in het ei haalbaar is voor dag 12 na incubatie.

De Vlaamse Regering kan uitzonderingen op het verbod, vermeld in het eerste lid, voorzien.:39

### Inspanningen bedrijfsleven (2018–heden)
Momenteel zijn de volgende bedrijven (producenten, distributeurs en retailers) bezig met het invoeren van eieren zonder kuikendoden (ook wel 'broerloze eieren', 'no-kill eieren' en 'girls-only eieren' genoemd) en het uitfaseren van eieren met kuikendoden:

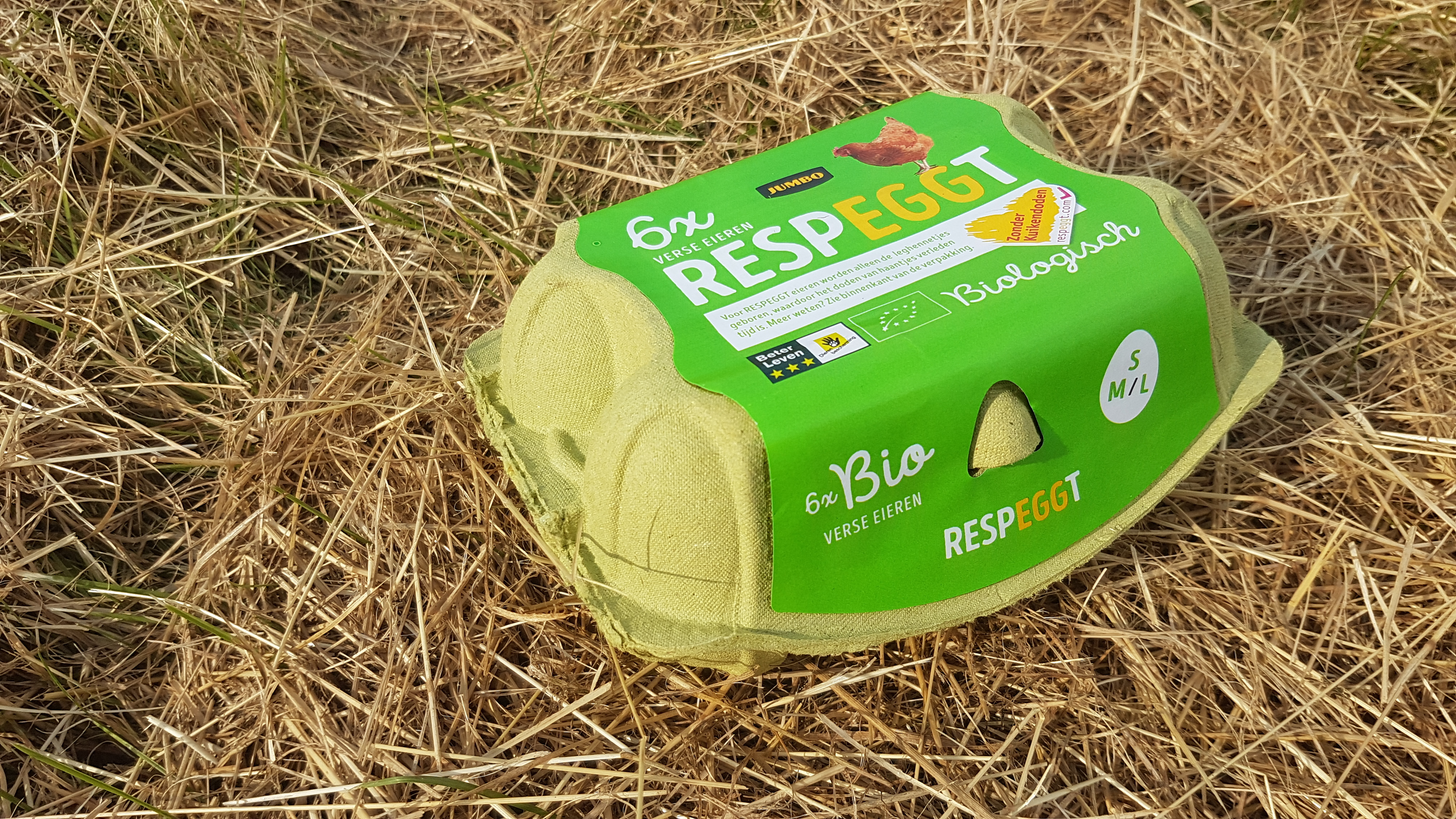
Sixpack biologische eieren met Respeggt-label, verkocht door de Jumbo in Nederland, juli 2021.

- De Duitse supermarktketen REWE is een van de grootste aandeelhouders van het Nederlands–Duitse bedrijf Seleggt dat de eerste eieren zonder kuikendoden (Duits: ohne Kükentöten) ontwikkelde. Onder de merknaam Respeggt werden deze no-kill eieren voor het eerst geïntroduceerd in 350 supermarkten en winkels van REWE en Penny Market in de regio Berlijn in november 2018.[54] Tegen september 2019 werden de Respeggt-eieren in 1.350 REWE-winkels verkocht.[54]
- De Duitse supermarktketens Edeka, Marktkauf en Famila introduceerden broerloze eieren in 2019.[72]
- De Franse supermarktmultinational Carrefour, Fermiers de Loué en de Duitse groep Agri Advanced Technologies (AAT) introduceerden no-kill eieren in Frankrijk in december 2019.[73] Op 10 februari 2020 kondigde Carrefour aan dat het van plan was om de verpakking van no-kill eieren te voorzien van speciale logo's, om 20% van al haar verkochte eieren zonder kuikendoden te hebben tegen 1 mei 2020 en om alle eieren volledig te produceren en verkopen met de AAT-methode voor het einde van 2021.[27] Het aantal Carrefour-locaties dat AAT-stijl-eieren verkocht groeide geleidelijk in de eerste helft van 2020.[72]
- Begin februari 2020 kondigde het Franse eierdistributiebedrijf Cocorette aan dat het met het pluimveebedrijf Novoponto zou samenwerken om no-kill eieren te produceren met de technologie van Seleggt.[27]
- De Duitse supermarktketens Aldi Nord en Aldi Süd kondigden in maart 2020 aan dat ze het kuikendoden in hun gehele keten wilden uitfaseren vóór 2022. Aldi Nederland was in mei 2020 nog steeds bezig met haar beleid te bepalen.[54]
- De Nederlandse supermarktketen Jumbo was het eerste bedrijf in Nederland dat Respeggt-eieren begon te verkopen. Sinds half maart 2020 hadden alle Jumbo Supermarkten (meer dan 600 vestigingen in Nederland en een paar in België) ze in het assortiment en men was van plan om later in 2020 biologische Respeggt-eieren in te voeren.[54]
- De Nederlandse supermarktketen Coop (meer dan 300 vestigingen) kondigde in mei 2020 aan dat het vanaf september 2020 vrije-uitloopeieren van Respeggt zou gaan verkopen.[54]
- In juli 2021 stelden de Nederlandse in-ovoseksingsmachinebedrijven Respeggt en In Ovo dat het in-ovoseksen zich in Noordwest-Europa in een stroomversnelling bevond en dat grote retailers erop overschakelden vooruitlopend op het Duitse verbod op kuikendoden.[44] In het algemeen werden de extra kosten niet verhaald op producenten, maar op consumenten (voor ongeveer 1 eurocent per ei in het geval van Respeggt). Respeggt-directeur Martijn Haarman zei: 'De [pluimvee]sector laat zien dat hij heeft geluisterd naar de maatschappelijke wens om geen haantjes te doden. (...) Uiteindelijk is het dus de consument die bepaalt of het voorkomen van kuikendoden ook deze hogere prijs [à 1 eurocent per ei] waard is.'[44] Haarman betoogde ook dat het alternatief om mannelijke kuikens af te mesten tot hanen voor vlees niet economisch rendabel was en 'een stap achteruit, zowel voor het dierenwelzijn als het milieu.'[44]

De volgende bedrijven overwegen of hebben zich gecommitteerd aan het invoeren van no-kill eieren en het uitfaseren van eieren met kuikendoden:
- In 2016 sloot United Egg Producers (dat broederijen vertegenwoordigt die 95% van alle eieren in de Verenigde Staten produceren) een overeenkomst met de The Humane League dat het vrijwillig het kuikendoden zou uitfaseren tegen 2020 of zo snel als 'economisch mogelijk' en er een alternatief 'commercieel beschikbaar' zou zijn. In januari 2020 zei UEP-voorzitter Chad Gregory dat 'een werkbare, opschaalbare oplossing nog niet beschikbaar is', maar 'een prioriteit en de moreel juiste aanpak blijft' en dat de UEP 'hoopvol is dat er een doorbraak is aan de horizon'. De voorzitter van de Humane League David Coman-Hidy was gelijkaardig optimistisch over de technologische vooruitgang die er was geboekt en bleef vol vertrouwen dat er binnenkort alternatieven zouden worden ingevoerd 'om de levens van de naar schatting 300 miljoen mannelijke kuikens die elk jaar alleen al in de VS worden gedood te sparen'.[33]
- Albert Heijn, de grootste supermarktketen van Nederland met 1000 vestigingen in Nederland en België, verklaarde in mei 2020: 'Wij volgen de technieken op de voet en wanneer het operationeel mogelijk is, gaan we het mogelijk maken.'[54]